# World Championship Tennis Finals 1982
World Championship Tennis Finals 1982 byl dvanáctý ročník tenisového turnaje WCT Finals, pořádaný jako osmá událost 23dílného mužského okruhu World Championship Tennis. Představoval první ročník od roku 1977 ve formě vyvrcholení samostatného okruhu WCT poté, co došlo k rozchodu s okruhem Grand Prix. Probíhal mezi 20. až 26. dubnem na koberci dallaské haly Reunion Arena.
Na turnaj s rozpočtem 300 000 dolarů se kvalifikovalo osm nejlepších tenistů z předchozích akcí WCT 1982. Vítězem se poprvé stal Čech Ivan Lendl, když ve svém premiérovém dallaském finále přehrál amerického obhájce trofeje Johna McEnroea ve čtyřech setech. Připsal si tak sedmý titul v probíhající sezóně a celkově dvacátý šestý v kariéře.

## Finále

### Mužská dvouhra
- Ivan Lendl vs.  John McEnroe, 6–2, 3–6, 6–3, 6–3